# Universiteit Chang Gung
De Universiteit Chang Gung (Chinees: 長庚大學) is een private onderzoeksuniversiteit, gevestigd in Taoyuan, Taiwan. De universiteit werd opgericht in 1987 als het Chang Gung Medisch College en verkreeg onder haar huidige naam in 1997 de status van volwaardig universiteit.
De naam van de school is ontleend aan Chang Gung Wang (王長庚), de vader van de oprichter van de universiteit, YC Wang  (王永慶).
In de QS World University Rankings van 2020 staat de Universiteit Chang Gung wereldwijd op een 484ste plaats, waarmee het de 10e Taiwanese universiteit en de 1e private Taiwanese universiteit op de ranglijst is.